# А-10
А-10 — двухместный рекордный планёр конструкции Олега Антонова. Первый полёт совершил в 1952 году.
Планёр был создан на базе предыдущей разработки Олега Антонова — планёра А-9. Было добавлено место для пассажира, который сидел за спиной пилота лицом к хвосту планера на съёмном сидении. При этом длина кабины была увеличена всего лишь на 250 мм. Некоторые элементы управления были размещены под полом и на бортах пассажирского отсека.
На планёре было установлено четыре мировых рекорда по классу многоместных планёров. В частности, 28 мая 1953 года Заслуженный мастер спорта В. М. Ильченко, имея на борту пассажира, отцепился от буксировщика в районе Кунцево, и, пролетев по прямой, посадил планёр недалеко от Сталинграда, покрыв расстояние 829,8 км.

## Лётно-технические характеристики
- Размах крыла — 16,24 м;
- Длина — 6,80 м;
- Относительное удлинение — 19,6;
- Высота — 1,49;
- Площадь крыла — 13,50 м²;
- Масса пустого — 327 кг;
- Максимальная скорость — 200 км/ч;
- Максимальное аэродинамическое качество — 28;
- Скорость МАК — 88 км/ч;
- Минимальное снижение — 0,87 м/с;
- Скорость минимального снижения — 85 м/с;
- Посадочная скорость — 85 км/ч;
- Предельно допустимая перегрузка — 8,5;
- Экипаж — 2 человека.